# Philosophical Transactions of the Royal Society
Philosophical Transactions of the Royal Society (укр. Філософські праці Королівського товариства), скорочено Phil. Trans. — науковий журнал Лондонського королівського товариства, найстаріший англомовний науковий журнал, видається з 1665 року. 
З 1887 року поділений на два журнали:
- Philosophical Transactions of the Royal Society A: Mathematical, Physical and Engineering Sciences публікує статті з фізичних, математичних та інженерних наук.
- Philosophical Transactions of the Royal Society B: Biological Sciences — публікує статті в царині біологічних наук.

Термін "Philosophical" треба розуміти як "натурфілософський".

## Інтернет-ресурси
- List of freely accessible online archives that have the Transactions [Архівовано 17 січня 2013 у Wayback Machine.], Online Books Page, University of Pennsylvania
- Henry Oldenburg's copy of vol I & II [Архівовано 27 грудня 2010 у Wayback Machine.] of Philosophical Transactions, manuscript note on a flyleaf, a receipt signed by the Royal Society's printer: "Rec. October 18th 1669 from Mr Oldenburgh Eighteen shillings for this voll: of Transactions by me John Martyn".